# James Badge Dale
James Badgett Dale (sinh ngày 1/5/1978, nghệ danh: James Badge Dale) là nam diễn viên người Mỹ. Anh được biết đến qua các phim điện ảnh như The Departed và Iron Man 3.